# Barrages intercontinentaux des éliminatoires de la Coupe du monde de football 2022
Navigation
Barrages intercontinentaux 2018
Dans le cadre des éliminatoires de la Coupe du monde 2022, deux barrages inter-continentaux sont disputés pour déterminer les deux derniers qualifiés pour la phase finale au Qatar. Ces barrages sont disputés sur un match simple  les 13 et 14 juin 2022. L'Australie et le Costa Rica en sortent vainqueurs. 

## Format
Le tirage au sort des barrages intercontinentaux a eu lieu le 26 novembre 2021 au siège de la FIFA à Zurich, en Suisse et a désigné une opposition entre le représentant asiatique (AFC) et celui de l'Amérique du Sud (CONMEBOL) d'une part, et une opposition entre le représentant de l'Amérique du Nord, Centrale et Caraïbes (CONCACAF) et celui de l'Océanie (OFC) d'autre part.
À l'origine, les deux rencontres devaient se jouer en matchs aller-retour. Cependant, en raison de la crise de Covid-19 ayant perturbé le calendrier des éliminatoires, les rencontres sont disputées en un seul match sur terrain neutre les 13 et 14 juin 2022.
À noter que cette formule de barrages intercontinentaux devrait être modifiée pour l'édition 2026 qui accueillera 48 équipes en phase finale au lieu de 32, avec la mise en place d'un tournoi intercontinental impliquant six équipes issues de cinq confédérations pour décider des deux dernières places.

## Équipes barragistes
| Confédération                          | Placement                             | Équipe           |
| -------------------------------------- | ------------------------------------- | ---------------- |
| Asie                                   | Vainqueur du quatrième tour (barrage) | Australie        |
| Amérique du Nord, Centrale et Caraïbes | 4e du troisième tour                  | Costa Rica       |
| Amérique du Sud                        | 5e de la poule                        | Pérou            |
| Océanie                                | Vainqueur des qualifications          | Nouvelle-Zélande |

## Résultats
Les barrages se jouent les 13 et 14 juin 2022.
| Équipe 1   | Résultat             | Équipe 2         |
| ---------- | -------------------- | ---------------- |
| Australie  | 0 - 0 ap (5 - 4) tab | Pérou            |
| Costa Rica | 1 - 0                | Nouvelle-Zélande |

| Barrage Asie / Amérique du Sud | Australie                                           | 0 - 0 a. p.       | Pérou                                                    | Stade Ahmad-bin-Ali, Al Rayyan ( Qatar)                  |                                                          |
| 13 juin 2022 21h00 (UTC+3)     |                                                     | (0 - 0)           |                                                          | Arbitrage : Slavko Vinčić Arbitre vidéo : Jérôme Brisard | Arbitrage : Slavko Vinčić Arbitre vidéo : Jérôme Brisard |
| 13 juin 2022 21h00 (UTC+3)     | Atkinson 12e                                        | Rapport           | 102e Flores ·                                            | Arbitrage : Slavko Vinčić Arbitre vidéo : Jérôme Brisard | Arbitrage : Slavko Vinčić Arbitre vidéo : Jérôme Brisard |
| 13 juin 2022 21h00 (UTC+3)     | Boyle · Mooy · Goodwin · Hrustic · Maclaren · Mabil | Tirs au but 5 - 4 | Lapadula · Callens · Advíncula · Tapia · Flores · Valera | Arbitrage : Slavko Vinčić Arbitre vidéo : Jérôme Brisard | Arbitrage : Slavko Vinčić Arbitre vidéo : Jérôme Brisard |

| Barrage Amérique du Nord, Centrale et Caraïbes / Océanie | Costa Rica                   | 1 - 0   | Nouvelle-Zélande           | Stade Ahmad-bin-Ali, Al Rayyan ( Qatar)                             |                                                                     |
| 14 juin 2022 21h00 (UTC+3)                               | Campbell 3e                  | (1 - 0) |                            | Arbitrage : Abdulla Hassan Mohamed Arbitre vidéo : Abdulla Al-Marri | Arbitrage : Abdulla Hassan Mohamed Arbitre vidéo : Abdulla Al-Marri |
| 14 juin 2022 21h00 (UTC+3)                               | Contreras 90+2e · Ruiz 90+4e | Rapport | 67e Barbarouses · 70e Reid | Arbitrage : Abdulla Hassan Mohamed Arbitre vidéo : Abdulla Al-Marri | Arbitrage : Abdulla Hassan Mohamed Arbitre vidéo : Abdulla Al-Marri |